# سوزان روزنبرغ (كاتبة)
سوزان روزنبرغ (بالإنجليزية: Susan Rosenberg)‏ هي كاتِبة أمريكية، ولدت في 1955.

## وصلات خارجية
- سوزان روزنبرغ على موقع إن إن دي بي (الإنجليزية)